# Mojana bolivarense
La Zona de Desarrollo Económico y Social (Zodes) de la Mojana bolivarense es una subregión del departamento de Bolívar (Colombia).
Esta región es rica en recursos naturales y biodiversidad; posee vocación minera y agropecuaria, donde últimamente se está desarrollado el cultivo de cacao.
Está integrada por los siguientes municipios:
| Bandera | Nombre                | Altitud (m s. n. m.) | Temperatura promedio (°C) | Área (km²) | Habitantes | Año de fundación | Habitantes cabecera municipal |
| ------- | --------------------- | -------------------- | ------------------------- | ---------- | ---------- | ---------------- | ----------------------------- |
|         | Achí                  | 20                   | 31                        | 871        | 23 451     | 1817             | 4 193                         |
|         | Magangué              | 49                   | 31                        | 1.568      | 123 833    | 1610             | 85 972                        |
|         | Montecristo           | 78                   | 30                        | 2.089      | 21 742     | 1958             | 11 408                        |
|         | Pinillos              | 15                   | 34                        | 753        | 25 186     | 1842             | 2 715                         |
|         | San Jacinto del Cauca | 25                   | 37                        | 549        | 13 723     | 1817             | 3 893                         |
|         | Tiquisio              | 24                   | 32                        | 758        | 22 474     | 1994             | 6 234                         |